# Прокопьевка (река)
Проко́пьевка — река в России, протекает в Прилузском районе Республики Коми. Исток и первые несколько километров течения находятся в Мурашинском районе Кировской области. Устье реки находится в 73 км по правому берегу реки Летка. Длина реки составляет 17 км.
Исток реки в лесах близ границы Кировской области и Республики Коми в 11 км к северо-западу от села Прокопьевка и в 32 км к юго-востоку от города Мураши. Река течёт на юго-восток, протекает через село Прокопьевка и соседние с ней деревни Ивановка и Вавиловка. Впадает в Летку двумя километрами ниже села. Приток — Дегудь-Шор (левый).

## Данные водного реестра
По данным государственного водного реестра России, река относится к Камскому бассейновому округу, водохозяйственный участок реки — Вятка от истока до города Киров, без реки Чепца, речной подбассейн реки — Вятка. Речной бассейн реки — Кама.
По данным геоинформационной системы водохозяйственного районирования территории РФ, подготовленной Федеральным агентством водных ресурсов:
- Код водного объекта в государственном водном реестре — 10010300212111100031815
- Код по гидрологической изученности (ГИ) — 111103181
- Код бассейна — 10.01.03.002
- Номер тома по ГИ — 11
- Выпуск по ГИ — 1